# Свєтлов Олександр Якович
Олександр Якович Свєтлов (28 жовтня 1931, Харків — 13 жовтня 1999, Київ) — український правознавець, науковець. Доктор юридичних наук (1981), професор (1985). Заслужений діяч науки і техніки України (1999). Вперше науково обґрунтував розмежування службової недбалості, досліджував проблеми кримінальної відповідальності за службові злочини.
Понад 35 років — науковий співробітник Інституту держави і права АН УРСР (1963—1999), з яких 21 рік — завідувач відділу кримінально-правових і кримінологічних проблем. Автор близько 150 наукових робіт, співавтор проєкту Кримінального кодексу України.

## Життєпис
Народився 28 жовтня 1931 року в Харкові в родині службовця.
У 1953 році з відзнакою закінчив Харківський юридичний інститут імені Л. М. Кагановича. Відтоді ж — співробітник органів прокуратури Дніпропетровської області, пройшов шлях від помічника прокурора до начальника відділу.
З 1963 року — у Києві. Після закінчення аспірантури обійняв посаду молодшого наукового співробітника Інституту держави і права АН УРСР (ІДП). У 1967 році здобув науковий ступінь кандидата юридичних наук, захистивши дисертацію на тему «Уголовная ответственность за злоупотребление властью или служебным положением: на материалах УССР».
З 1970 року — член науково-консультативної ради при Верховному Суді УРСР. З 1974 по 1991 роки — член Комісії у справах неповнолітніх при Раді Міністрів УРСР.
З 1978 року — завідувач відділу кримінально-правових і кримінологічних проблем ІДП. Під керівництвом Олександра Свєтлова співробітники відділу досліджували проблему профілактики злочинності неповнолітніх, вплив пияцтва та алкоголізму на злочинність. У 1990-х роках, під час становлення правової системи незалежної України, за участі науковців відділу здійснене реформування низки її аспектів.

Могила Олександра Свєтлова, Байкове кладовище

У 1981 році здобув науковий ступінь доктора юридичних наук, захистивши дисертацію на тему «Теоретические проблемы уголовной ответственности за должностные преступления». Через чотири роки затверджений у вченому званні професора.
З 1993 по 1994 роки — член Координаційного комітету по боротьбі зі злочинністю та корупцією при Президентові України. У 1994 році обраний членом-кореспондентом Національної академії правових наук України.
За декілька місяців до смерті нагороджений званням «Заслужений діяч науки і техніки України». Помер за два тижні до 68-го дня народження 13 жовтня 1999 року. Похований на Байковому кладовищі (ділянка № 49а, 50°25′0.38″ пн. ш. 30°30′6.13″ сх. д. / 50.4167722° пн. ш. 30.5017028° сх. д.).

## Наукова діяльність
Вперше науково обґрунтував розмежування службової недбалості, досліджував проблеми кримінальної відповідальності за службові злочини. Результати досліджень Олександра Свєтлова були відображені у постановах Пленуму Верховного Суду УРСР. За своє життя виступив автором близько 150 наукових робіт.
Науковий керівник та консультант близько 15 докторів та кандидатів наук. Серед учнів Олександра Свєтлова — правознавці Олександр Костенко, Микола Сірий, Володимир Мисливий тощо.
В останні роки життя розробляв проєкт Кримінального кодексу України. Завдяки науковим здобуткам Олександра Свєтлова, до Кримінального кодексу були вписані статті 137 «Неналежне виконання обов'язків щодо охорони життя та здоров'я дітей» та 140 «Неналежне виконання професійних обов'язків медичним або фармацевтичним працівником».

## Науковий доробок (частковий)
- «Кваліфікація зловживань службовим станом з тяжкими наслідками» / Богачов В. С., Свєтлов О. Я.; «Правознавство», 1965, № 1.
- «Визнання лікаря службовою особою» / Свєтлов О. Я.; «Рад. право», 1966, № 6
- «Уголовная ответственность за злоупотребление властью или служебным положением: на материалах УССР»: диссертация кандидата юридических наук : 12.00.00. — Киев, 1966. — 330 с.
- «Борьба с должностными злоупотреблениями» / А. Я. Светлов; АН УССР. Ин-т государства и права. — Киев: Наукова думка, 1970. — 187 с.; 20 см.
- «Некоторые спорные вопросы уголовно-правовой борьбы со взяточничеством» / Светлов А. Я., Трофимов С. В.; «Труды ВНИИ МВД СССР», 1975, № 37.
- «Ответственность за должностные преступления» / А. Я. Светлов. — Киев: Наукова думка, 1978. — 303 с.; 21 см.
- «Комментарий к Положению о комиссиях по делам несовершеннолетних Украинской ССР» / [Подгот. И. П. Лановенко, А. Я. Светлов, Т. С. Барило, Я. Ф. Босенко ; Отв. ред. А. Я. Светлов]. — Киев: Политиздат Украины, 1979. — 105 с.; 20 см.
- «Теоретические проблемы уголовной ответственности за должностные преступления»: диссертация доктора юридических наук : 12.00.08. — Киев, 1980. — 416 с.
- «Борьба с групповыми правонарушениями несовершеннолетних» / [И. П. Лановенко, А. Я. Светлов, А. И. Рощин и др.; Отв. ред. И. П. Лановенко]. — Киев: Наук. думка, 1982. — 201 с.; 20 см.
- «Борьба со взяточничеством и поборами» / А. Я. Светлов. — Москва: Знание, 1984. — 64 с.; 20 см.
- «Знать и строго соблюдать» / А. Я. Светлов; Киев: Политиздат Украины, 1984.
- «Справочник дружинника» / [И. П. Лановенко, Ф. А. Лопушанский, А. Я. Светлов и др.; Отв. ред. А. Я. Светлов]. — Киев: Наук. думка, 1984. — 158 с.; 20 см.
- «Правовые меры борьбы с пьянством и алкоголизмом» / А. Я. Светлов, В. А. Глушков. — Киев: о-во «Знание» УССР, 1985. — 48 с.; 20 см.
- «Уголовное право Украинской ССР на современном этапе: Часть особенная» / [А. Я. Светлов, М. И. Бажанов, В. В. Сташис и др. Отв. ред. А. Я. Светлов, В. В. Сташис]. — Киев: Наук. думка, 1985. — 455 с.; 21 см.
- «Товарищеские суды» / [А. Я. Светлов, И. А. Лановенко, Г. И. Чангули, А. И. Миллер; Отв. ред. А. Я. Светлов]; АН УССР, Ин-т государства и права. — Киев: Наук. думка, 1987. — 182,[2] с.; 20 см.
- «Ответственность неотвратима» / А. Я. Светлов. — Киев: Политиздат Украины, 1989. — 190,[2] с.; 20 см.
- «Пьянство и преступность: история, проблемы» / [И. П. Лановенко, А. Я. Светлов, В. В. Скибицкий и др.; Отв. ред. И. П. Лановенко]; АН УССР, Ин-т государства и права. — Киев: Наук. думка, 1989. — 528 с.; 21 см.
- «Новое советское уголовное законодательство»: [Метод. рекомендации / Подгот. А. Я. Светлов, В. В. Скибицкий]. — Киев: О-во «Знание» УССР, 1989. — 15,[1] с.; 20 см.
- «Проверка законности и обоснованности приговоров»: сравнительное исследование / [Р. Радева, Т. Кирай, Р. Пирэс и др.; Отв. ред. А. Я. Светлов, Г. И. Чангули]; АН УССР, Ин-т государства и права им. В. М. Карецкого. — Киев: Наук. думка, 1991. — 238,[2] с.; 22 см.
- «Субъективная сторона преступления. Уголовное право Украинской ССР на современном этапе: часть Общая» / А. Я. Светлов; Київ, 1995. С. 160—168.